# بحيرة باتو
بحيرة باتو هي بحيرة مياة عذبة تقع في مقاطعة كامارينس سور ضمن إقليم بيكول في الفلبين، تُعدّ أكبر بحيرة في الإقليم وسابع أكبر بحيرة في الفلبين، وتبلغ مساحتها نحو 2,810 هكتارات.

تستمد البحيرة أهميتها من كونها موطناً متنوعاً للأنواع المائية مثل أسماك البلطي والكارب، كما تشكل مصدراً رئيسياً لمعيشة الصيادين المحليين، إضافةً إلى ذلك، تحيط بالبحيرة مناظر طبيعية خضراء وحقول أرز، مما يجعلها مقصداً للسكان والزوار للاستجمام والأنشطة التقليدية.